# Georg Pettendorfer

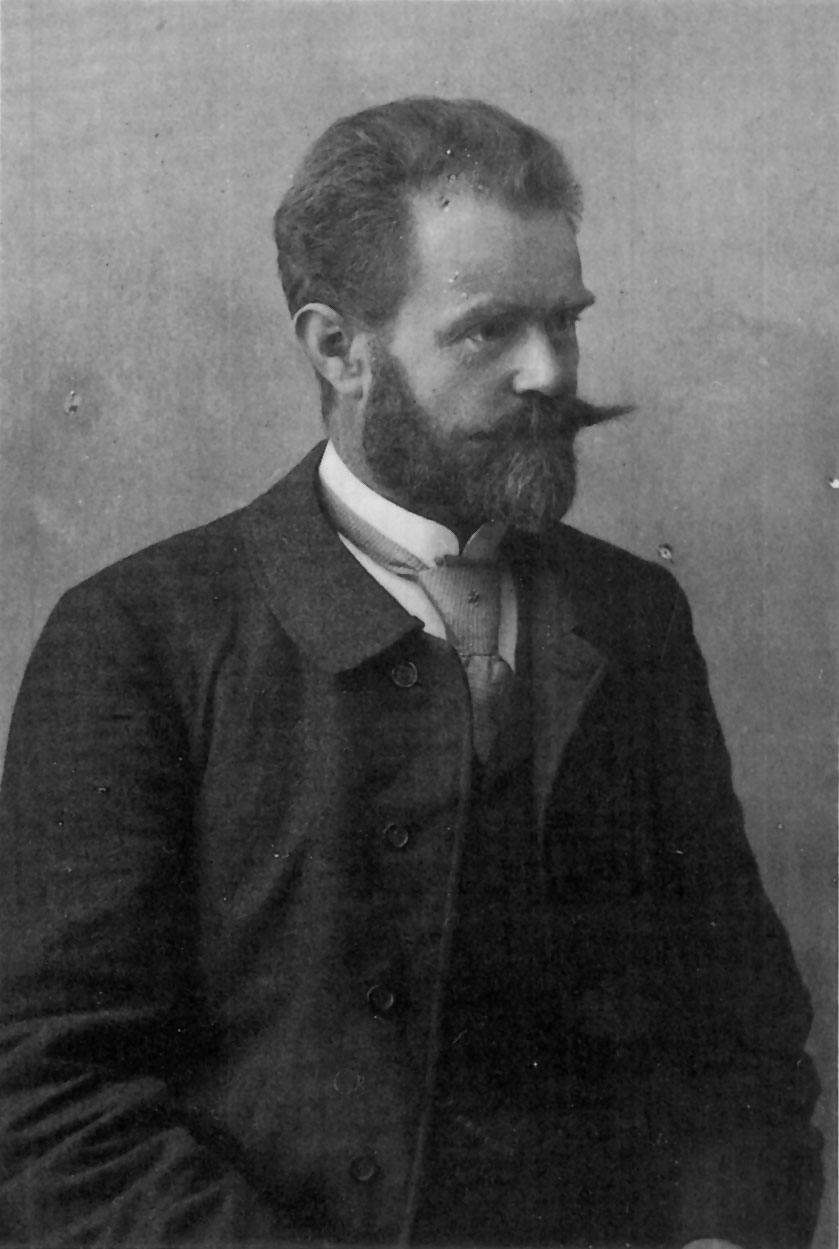
Georg Pettendorfer um 1900

Georg Pettendorfer (* 31. Oktober 1858 in Türkheim; † 27. September 1945 in München) war ein deutscher Fotograf, der in München lebte und arbeitete.

## Leben
Georg Pettendorfer wurde am 31. Oktober 1858 als drittes von sieben Kindern in Türkheim geboren. Sein Vater war der Oberamtsrichter Alois Pettendorfer (1824–1895) aus Mödingen, seine Mutter Magdalena Pettendorfer, geb. Settele, aus Türkheim. Von 1871 bis 1875 besuchte Georg Pettendorfer in Weiden in der Oberpfalz, wo sein Vater Landrichter war, die Gewerbschule. Über seine Berufsausbildung und über eine frühe berufliche Tätigkeit ist nichts bekannt. Am 31. Januar 1894 zog er nach München, wo mittlerweile auch seine Eltern wohnten.
Am 1. März 1895 machte Georg Pettendorfer sich selbständig. Er übernahm das Fotoatelier von Max Stettmeyer im Rückgebäude Zweibrückenstraße 5. Dessen Vater Franz Xaver Stettmayr hatte dieses Atelier bereits 1859 am Oberanger gegründet. Anscheinend hatte dieses Atelier ein solches Renommee, dass Georg Pettendorfer es erst lediglich unter dem Namen „Max Stettmeyers Nachfolger“ weiterführte. Erst etwa 1905 setzte er seinen eigenen Namen dazu, ohne den Namen Stettmeyer je aufzugeben. Neben dem Anfertigen eigener Fotografien bot Pettendorfer dort auch Dienstleistungen für Amateurfotografen an wie den Verkauf von fertig beschichteten Trockenplatten, die Entwicklung der Negative und die Herstellung von Abzügen. Ein wichtiges Standbein des Unternehmens war auch die Herstellung und der Verkauf von Postkarten mit Münchner Ansichten.
1902 erwarb Georg Pettendorfer noch ein zweites Unternehmen, eine Lichtpausenanstalt. Im Bauboom der Prinzregentenzeit florierte dieses Unternehmen mit der Vervielfältigung von Bauplänen. Durch den Rückgang der Bautätigkeit im Ersten Weltkrieg musste Pettendorfer diese Anstalt jedoch 1916 aufgeben.
Georg Pettendorfer war nie verheiratet. Er lebte mit zweien seiner Schwestern zusammen in der Hochbrückenstraße 5.
Ende der 1930er Jahre gab der inzwischen etwa 80 Jahre alte Georg Pettendorfer die Fotografie auf. Am 20. Januar 1944 zog er (vielleicht aufgrund einer Evakuierungsmaßnahme) zu seiner Schwester Mathilde nach Kirchseeon. Nach dem Ende des Zweiten Weltkriegs kehrte er aber wieder nach München zurück, wo er am 27. September 1945 starb.

## Wirken

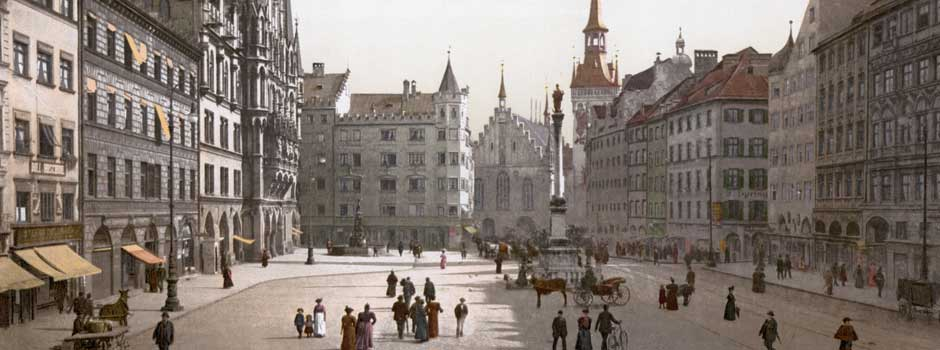
Marienplatz.

Während das Atelier Stettmeyer hauptsächlich Porträtaufnahmen angefertigt hatte, verlegte sich Georg Pettendorfer mehr auf die Architekturfotografie. Seine Bedeutung für München liegt vor allem darin begründet, dass er anders als seine Zeitgenossen nicht vorwiegend die architektonisch bedeutsamen Bauwerke Münchens fotografiert hat, sondern das bürgerliche München.
Einerseits hatte das wirtschaftliche Gründe. Mit dem Motto „Postkarten von jedem beliebigen Haus“ erschloss sich Pettendorfer einen neuen Kundenkreis. Er verteilte zunächst ohne Bestellung angefertigte Postkarten Münchner Bürgerhäuser an ihre Besitzer und die Wohnungsmieter und erhielt von ihnen Nachbestellungen.
Andererseits versuchte er, durch seine Fotografien ein möglichst umfassendes Bild der Altstadt und der Außenbezirke zusammenzustellen und in Form von Postkarten in Umlauf zu bringen. Über vier Jahrzehnte hinweg gefertigte Aufnahmen dokumentierten auch die allmähliche Wandlung des Stadtbilds.
In diesem Interesse an der Dokumentation des Münchner Stadtbilds war Georg Pettendorfer mit dem Münchner Komiker Karl Valentin verbunden, der selber eine umfangreiche Postkartensammlung Altmünchner Motive anlegte und aus dessen Nachlass auch zahlreiche Ansichten Pettendorfers überliefert sind. In einem Brief an Max Amann, den damaligen Reichsleiter für die Presse, bezeichnete Karl Valentin 1937 Georg Pettendorfer als die zuverlässigste Quelle zur Münchner Baugeschichte.

## Hinterlassenschaft
Pettendorfers Werk ist nur noch teilweise erhalten. Wie viele der Glasnegative im Zweiten Weltkrieg zerstört wurden, lässt sich nicht ermitteln. Dennoch bilden seine noch erhaltenen Werke die bei weitem vollständigste Dokumentation des im Zweiten Weltkrieg nahezu restlos zerstörten bürgerlichen München der Vorkriegszeit.
Die heute noch vorhandenen Glasnegative stammen hauptsächlich aus zwei Beständen: einer Sammlung von Glasnegativen und Kontaktabzügen des Stadtarchivs, die einen repräsentativen Querschnitt Münchner Stadtansichten bilden, und einer Glasplattensammlung aus dem Münchner Stadtmuseum, die erst 1988 als von Pettendorfer stammend identifiziert wurden. Außerdem sind Abzüge und Postkarten in verschiedenen privaten Sammlungen erhalten, u. a. in der Postkartensammlung Karl Valentins im Valentin-Musäum. Aus diesen Beständen wurde 1989–1991 durch den Leiter des Stadtarchivs, Richard Bauer, eine Auswahl in Form von drei Bildbänden herausgegeben. Auch Heinrich Dollingers Buch „Die Münchner Straßennamen“ ist mit 72 Fotos aus der Sammlung Pettendorfer des Stadtarchivs München illustriert.